# The Breakaways
The Breakaways was een in 1962 opgericht Brits meidenzangtrio. De meiden waren oorspronkelijk lid van The Vernons Girls uit Liverpool.

## Bezetting
- Vicki Haseman[5] (Vicki Brown[6] na haar huwelijk met Joe Brown[7])
- Margot Quantrell[8]
- Barbara Moore[9] (voorheen The Ladybirds)
- Betty Prescott
- Jean Ryder[10] (vanaf 1963 voor Prescott)

## Geschiedenis
Ze begonnen als The Fordettes als achtergrondgroep van Emile Ford en bestonden uit Margot Quantrell, Eleanor Russell, Vicki Haseman en Betty Prescott. Ze vergezelden Ford een jaar op tournee in 1960. Terug in Londen verlieten ze Ford om in de achtergrond te zingen voor Joe Brown, die Haseman had gecontracteerd voor een jaar. Na hun breuk met Ford noemden ze zich The Breakaways. Haseman werd later vervangen door het oorspronkelijke lid Betty Prescott. Bovendien namen ze hun eigen songs op en deden ze sessiewerk met veel artiesten, waaronder de achtergrondzang op de versie van Hey Joe van The Jimi Hendrix Experience.
Ze tekenden bij Pye Records. Hun achtergrondzang-activiteiten omvatten samenwerkingen met Petula Clark, met name op Clarks internationale hit Downtown (niet alleen de Engelse versie, maar ook de Franse, Italiaanse en Duitse versie). Er volgden I Know a Place, Round Every Corner en A Sign of the Times en verschillende van Clarks meest succesvolle Franse opnamen, waaronder Je me sens bien auprès de toi, Mon bonheur danse (een gezongen versie van The Shadows' Foot Tapper) en Tu perds ton temps.
Ze werkten met Dusty Springfield op haar eerste solo-opname voor Philips Records en zongen op honderden sessies ter ondersteuning van Springfield, Cilla Black, Normie Rowe en Lulu. Ze werkten ook met Cilla Black, met vermelding als achtergrondzangeressen op Blacks single You're My World uit 1964 en ze waren achtergrondzangeressen tijdens haar BBC tv-serie Cilla. Ze deden de achtergrondzang bij Cliff Richards Congratulations tijdens het Eurovisiesongfestival 1968 in de Royal Albert Hall in Londen, die de 2e plaats haalde. In 1971 gingen ze weer naar het Eurovisiesongfestival als achtergrondgroep voor Clodagh Rodgers met haar vertolking van Jack in the Box, met Rodgers' zus Lavinia. De song haalde de 4e plaats. Ze toerden met Amerikaanse sterren als Little Richard en Sam Cooke en verschenen regelmatig bij Ready Steady Go!.
De eerste single van de band voor Pye Records was That Boy of Mine uit 1964, geschreven door Tony Hatch. Hoewel de single een bescheiden hit was, flopten de navolgers He Doesn't Love Me en That's How It Goes. Hun werk bij Trains and Boats and Planes (1965) van Burt Bacharach en zijn album Hit Maker! werd niet vermeld. Ze gingen verder met sessiewerk. Hun laatste single was Sacred Love (1968) van Mike Leander.

## Overlijden
Vicki Brown overleed op 16 juni 1991 op 50-jarige leeftijd aan de gevolgen van borstkanker. Margot Quantrell overleed op 24 juni 2016 op 74-jarige leeftijd.